# Aedophron
Aedophron là một chi bướm đêm thuộc họ Noctuidae.

## Loài
- Aedophron phlebophora Lederer, 1858
- Aedophron rhodites (Eversmann, 1851)
- Aedophron sumorita Ronkay, 2002
- Aedophron venosa Christoph, 1887